# 1906年7月21日日食
1906年7月21日日食是一次日偏食，發生於1906年7月21日。新月當天（即朔日），地球上觀測到月球和太阳的角距離極小，此時月球如果恰好在月球交點附近，穿過太阳和地球之間，與地球、太阳接近一直線，則會出現日食。由於月球偏北或偏南，本影及偽本影從地球以北或以南經過而未接觸地表，只有半影覆蓋了地球北端或南端部分區域，形成日偏食。此次日偏食月球偏南，出現在南美洲東南部和南極半島極北端。

## 日食概況

### 出現區域
本次日偏食可在巴塔哥尼亞東南部、福克兰群岛、南乔治亚和南桑威奇群岛、南極半島極北端看到。

### 基本參數
- 類型：日偏食
- 食分最大處（位於南极洲毛德皇后地海岸西北約760公里的威德爾海）資料：
  - 時間：1906年7月21日13:14:13
  - 地點：68°36′S 33°18′W / 68.6°S 33.3°W
  - 食分：0.3355（日食帶內最大）[3]

## 相關的日食

### 1906-1909年的日食
月球交替位於相對的月球交點時，以半個交點年（食年），即約177天又4小時間隔出現下列日食。
註：1906年2月23日和1906年8月20日的日偏食屬於上一組交點年系列。
| 升交點   | 升交點                   |          | 降交點                    | 降交點 |
| 沙羅周期 | 地圖                     | 沙羅周期 | 地圖                      |        |
| 115      | 1906年7月21日 偏食（南） | 120      | 1907年1月14日 全食        |        |
| 125      | 1907年7月10日 環食       | 130      | 1908年1月3日 全食         |        |
| 135      | 1908年6月28日 環食       | 140      | 1908年12月23日 全環食     |        |
| 145      | 1909年6月17日 全環食     | 150      | 1909年12月12日 偏食（南） |        |

## 資料來源
1. ↑  樊忠玉. . 中国天文科普网.   [2016-04-05]. （原始内容存档于2014-09-17）.
2. ↑  Fred Espenak. . NASA Eclipse Web Site.   [2016-04-05]. （原始内容存档于2020-10-23）.（英文）
3. ↑  Fred Espenak. . NASA Eclipse Web Site.   [2016-04-05]. （原始内容存档于2020-10-21）.（英文）

## 外部連結
- NASA日食專頁（页面存档备份，存于）（英文）
- 可見區域圖和時間統計：由弗雷德·埃斯佩納克做出的日食預報，NASA/GSFC
  - 貝塞爾元素

| \| \| 日食 \|                             |                              |                                           |
| 上一次日食： 1906年2月23日日食 （日偏食） | 1906年7月21日日食 （日偏食） | 下一次日食： 1906年8月20日日食 （日偏食） |
| 上一次日偏食： 1906年2月23日日食          | 1906年7月21日日食 （日偏食） | 下一次日偏食： 1906年8月20日日食          |
|                                           | 日食                         |                                           |